# Pacifische Spelen

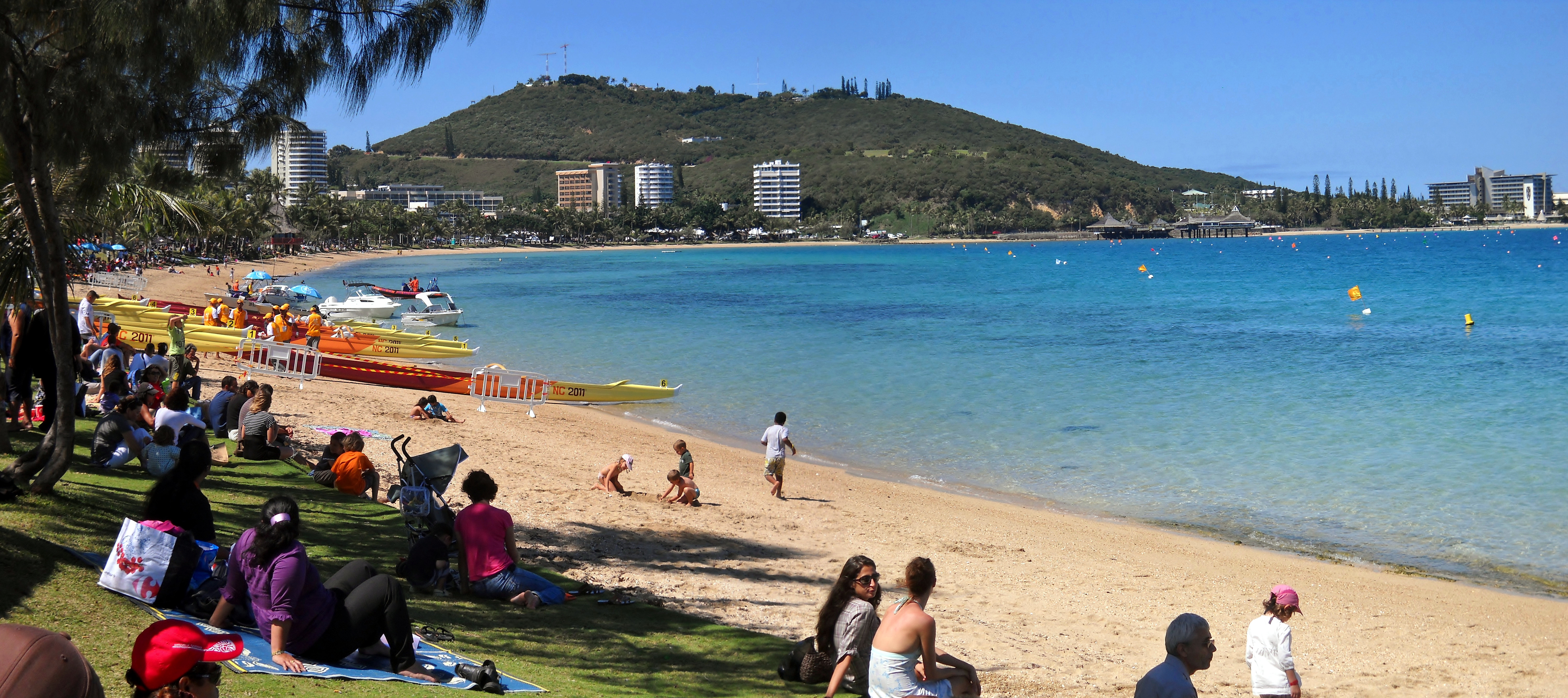
het va'a-toernooi bij de Pacifische Spelen in 2011 in Nouméa

De Pacifische Spelen (Engels: Pacific Games, voorheen South Pacific Games) zijn een multisportevenement voor atleten uit landen in de Grote Oceaan. De eerste editie vond in 1963 plaats in de Fijiaanse hoofdstad Suva. Sinds 1971 worden de Spelen om de vier jaar georganiseerd en tot 2009 stond het evenement bekend als de Zuid-Pacifische Spelen. De organisatie van de Spelen is in handen van de Pacific Games Council.

## Deelnemende landen
Aan de Pacifische Spelen doen 24 landen in Oceanië mee. Van 22 landen is het nationaal olympisch comité of het equivalent daarvan aangesloten bij de Pacific Games Council. Alle landen – met uitzondering van Norfolk – zijn bovendien lid van de Pacific Community. Pitcairn dat is aangesloten bij de Community is daarentegen geen lid van de Council en doet niet mee aan de Pacific Games. Sinds 2015 worden atleten uit Australië en Nieuw-Zeeland uitgenodigd voor een geselecteerd aantal sporten om te voorkomen dat de twee grote en welvarende landen het evenement zouden domineren.
Zes landen hebben aan alle zestien edities van de Pacifische Spelen deelgenomen: Fiji, Frans-Polynesië, Nieuw-Caledonië, Papoea-Nieuw-Guinea, Tonga en Vanuatu (inclusief de Nieuwe Hebriden). De Gilbert- en Ellice-eilanden die later op zijn gegaan in Kiribati en Tuvalu hebben tot en met 1971 meegedaan aan drie edities.
| Land             | Lid PGC | Eerste deelname | Aantal deelnames |
| ---------------- | ------- | --------------- | ---------------- |
| Amerikaans-Samoa | ja      | 1963            | 15               |
| Australië        | nee     | 2015            | 2                |
| Cookeilanden     | ja      | 1963            | 14               |
| Fiji             | ja      | 1963            | 16               |
| Frans-Polynesië  | ja      | 1963            | 16               |
| Guam             | ja      | 1966            | 15               |
| Kiribati         | ja      | 1979            | 7                |
| Marshalleilanden | ja      | 1999            | 6                |
| Micronesië       | ja      | 1975            | 7                |
| Nauru            | ja      | 1963            | 13               |
| Nieuw-Caledonië  | ja      | 1963            | 16               |
| Nieuw-Zeeland    | nee     | 2015            | 2                |

| Land                 | Lid PGC | Eerste deelname | Aantal deelnames |
| -------------------- | ------- | --------------- | ---------------- |
| Niue                 | ja      | 1963            | 10               |
| Noordelijke Marianen | ja      | 1979            | 10               |
| Norfolk              | ja      | 1979            | 11               |
| Palau                | ja      | 1999            | 6                |
| Papoea-Nieuw-Guinea  | ja      | 1963            | 16               |
| Salomonseilanden     | ja      | 1963            | 15               |
| Samoa                | ja      | 1963            | 13               |
| Tokelau              | ja      | 1979            | 7                |
| Tonga                | ja      | 1963            | 16               |
| Tuvalu               | ja      | 1979            | 7                |
| Vanuatu              | ja      | 1963            | 16               |
| Wallis en Futuna     | ja      | 1966            | 15               |

## Sporten
De Pacific Games Council heeft in 2017 besloten dat er een maximum van 24 sporten is bij de Pacifische Spelen. Zij maakt daarbij onderscheid in kernsporten en optionele sporten. 

### Kernsporten
Kernsporten worden bij elke editie beoefend en daartoe behoren de volgende zestien sporten waarvan er vijftien olympisch zijn:
- Atletiek (16)
- Basketbal (16)
- Boksen (16)
- Gewichtheffen (15)
- Golf (14)
- Judo (11)
- Rugby sevens (6)
- Taekwondo (7)

- Tafeltennis (16)
- Tennis (16)
- Triatlon (7)
- Va'a (7)
- Voetbal (15)
- Volleybal (15)
- Zeilen (13)
- Zwemsport (15)

### Optionele sporten
Daarnaast staat het de organisatie vrij om het programma aan te vullen met acht van de in totaal 21 optionele sporten:
- Badminton (4)
- Biljart (0)
- Bodybuilding (5)
- Boogschieten (7)
- Bowls (6)
- Cricket (8)
- Handbal (0)
- Hockey (4)
- Honkbal (4)
- Karate (5)
- Netbal (12)

- Powerlifting (6)
- Rugby nines (4)
- Schieten (7)
- Snooker (0)
- Softbal (6)
- Squash (9)
- Surfen (4)
- Touch (4)
- Wielersport (5)
- Worstelen (2)

### Voormalige sporten
Voormalige sporten op de Pacifische Spelen omvatten rugby union en speervissen. Eerstgenoemde stond negen keer op het programma en werd vervangen door rugby sevens en laatstgenoemde werd in 1999 voor het laatst beofend op de Pacifische Spelen.

## Edities
| Jaar | Editie | Plaats       | Data                       | Atleten | Landen | Sporten | Medailleklassement  |
| ---- | ------ | ------------ | -------------------------- | ------- | ------ | ------- | ------------------- |
| 1963 | I      | Suva         | 29 augustus – 8 september  | 646     | 13     | 10      | Fiji                |
| 1966 | II     | Nouméa       | 8 – 18 december            | 1200    | 14     | 12      | Nieuw-Caledonië     |
| 1969 | III    | Port Moresby | 13 – 23 augustus           | 1150    | 12     | 15      | Nieuw-Caledonië     |
| 1971 | IV     | Papeete      | 25 augustus – 5 september  | 2000    | 14     | 17      | Nieuw-Caledonië     |
| 1975 | V      | Tumon        | 1 – 10 augustus            | 1205    | 13     | 16      | Nieuw-Caledonië     |
| 1979 | VI     | Suva         | 28 augustus – 8 september  | 2672    | 19     | 18      | Nieuw-Caledonië     |
| 1983 | VII    | Apia         | 5 – 16 september           | 2500    | 15     | 13      | Nieuw-Caledonië     |
| 1987 | VIII   | Nouméa       | 8 – 20 december            | 1650    | 12     | 18      | Nieuw-Caledonië     |
| 1991 | IX     | Port Moresby | 7 – 21 september           | 2000    | 16     | 17      | Papoea-Nieuw-Guinea |
| 1995 | X      | Papeete      | 25 augustus – 5 september  | 2000    | 12     | 25      | Nieuw-Caledonië     |
| 1999 | XI     | Santa Rita   | 29 mei – 12 juni           | 3000+   | 21     | 22      | Nieuw-Caledonië     |
| 2003 | XII    | Suva         | 28 juni – 12 juli          | 5000    | 22     | 32      | Nieuw-Caledonië     |
| 2007 | XIII   | Apia         | 25 augustus – 8 september  | 5000    | 22     | 33      | Nieuw-Caledonië     |
| 2011 | XIV    | Nouméa       | 27 augustus – 10 september | 4300    | 22     | 27      | Nieuw-Caledonië     |
| 2015 | XV     | Port Moresby | 4 – 18 juli                | 3700    | 24     | 28      | Papoea-Nieuw-Guinea |
| 2019 | XVI    | Apia         | 7 – 20 juli                | 3500    | 24     | 26      | Nieuw-Caledonië     |
| 2023 | XVII   | Honiara      | 14 – 28 juli               | nnb.    | 24     | 24      |                     |